# Люхув-Гурны
Люхув-Гурны (пол. Luchów Górny) — деревня в Билгорайском повете Люблинского воеводства Польши. Входит в состав гмины Тарногруд. Находится примерно в 25 км к югу от центра города Билгорай. По данным переписи 2011 года, в деревне проживало 604 человека.
В 1975—1998 годах деревня входила в состав Замойского воеводства.

## Население
Демографическая структура по состоянию на 31 марта 2011 года:
|         | Всего | До трудоспособного возраста | Трудоспособного возраста | Старше трудоспособного возраста |
| ------- | ----- | --------------------------- | ------------------------ | ------------------------------- |
| Мужчины | 320   | 75                          | 210                      | 35                              |
| Женщины | 284   | 63                          | 157                      | 64                              |
| Всего   | 604   | 138                         | 367                      | 99                              |

## Достопримечательности
- Бывшая православная церковь 1847 года постройки, с 1919 года — костёл Непорочного зачатия Пресвятой Девы Марии и Святого Иосифа.
- Православное кладбище.
- Курган Костюшки — памятник, установленный в 1935 году к 144-й годовщине принятия Конституции 3 мая.

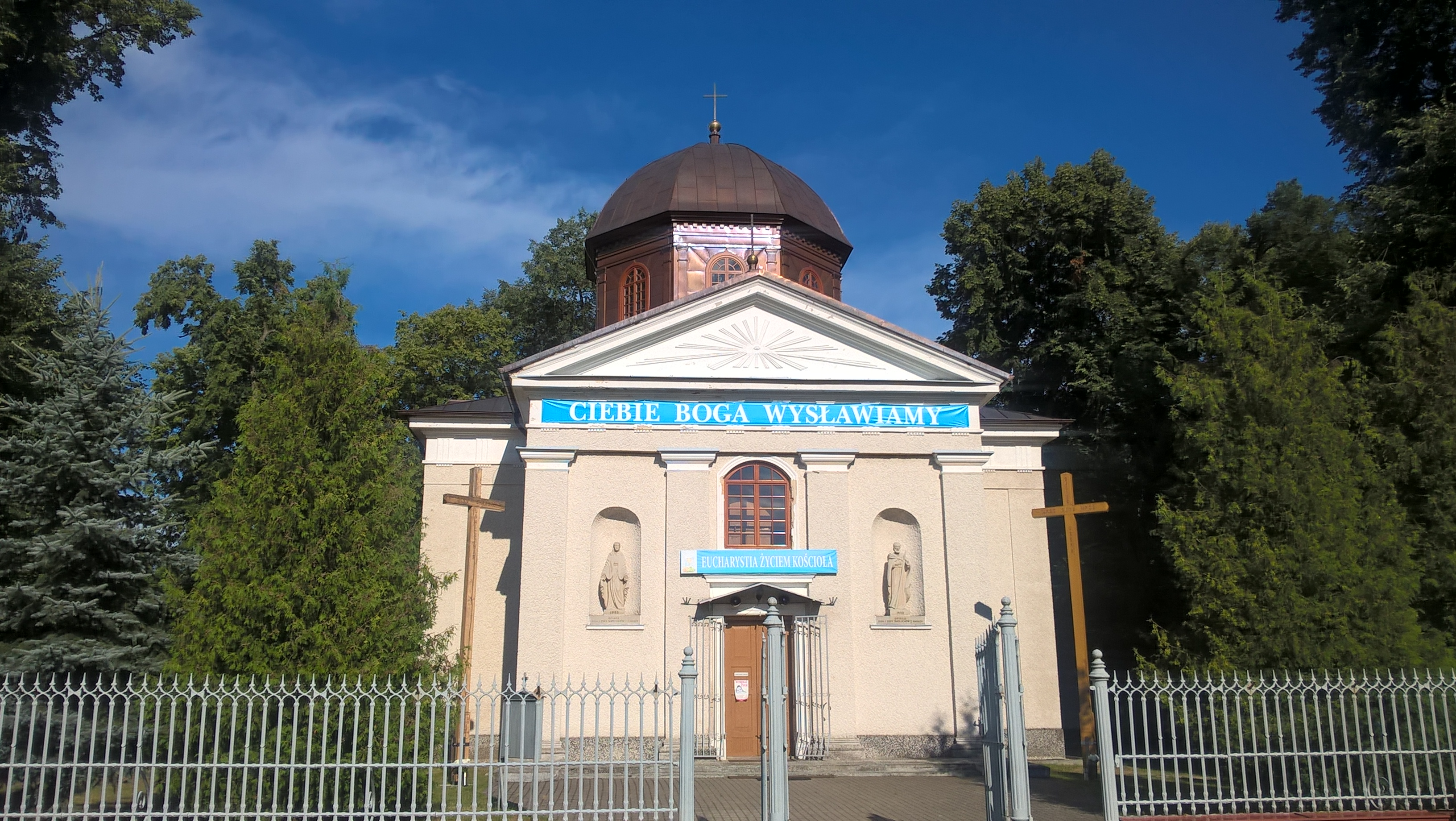
Костёл (бывшая православная церковь)
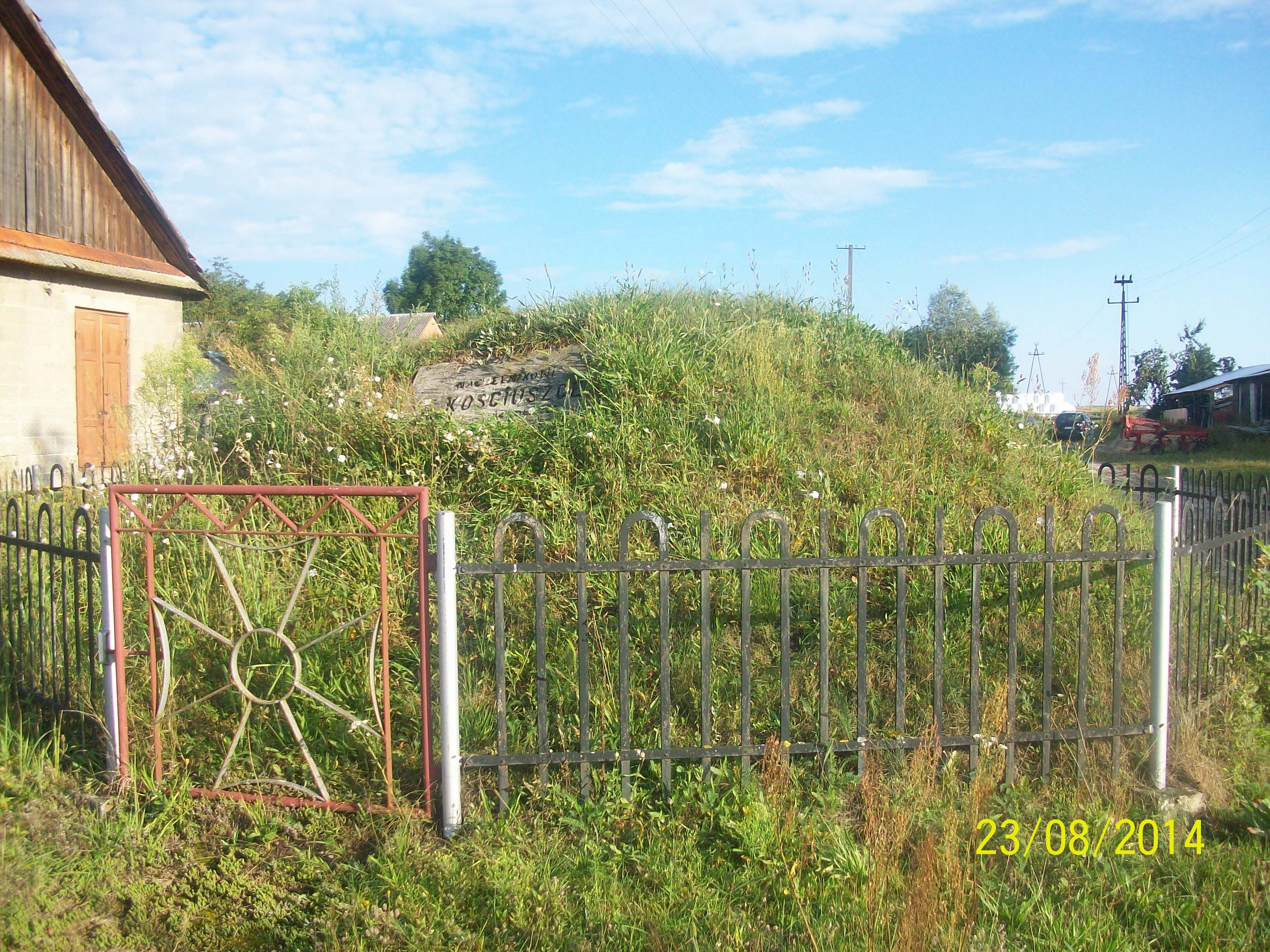
Курган Костюшки
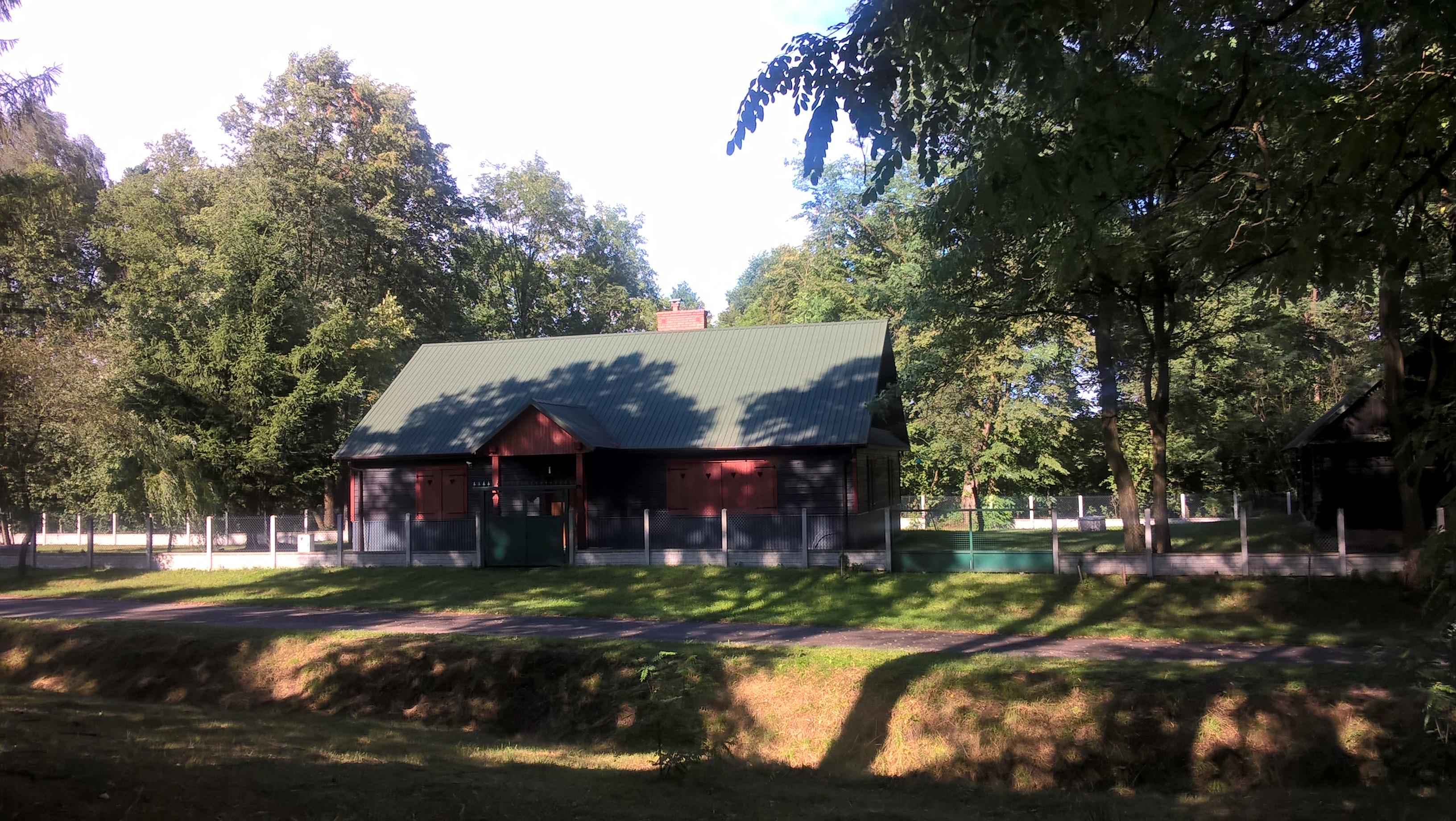
Историческое здание бывшей пресвитерии